# تالش (ایران)

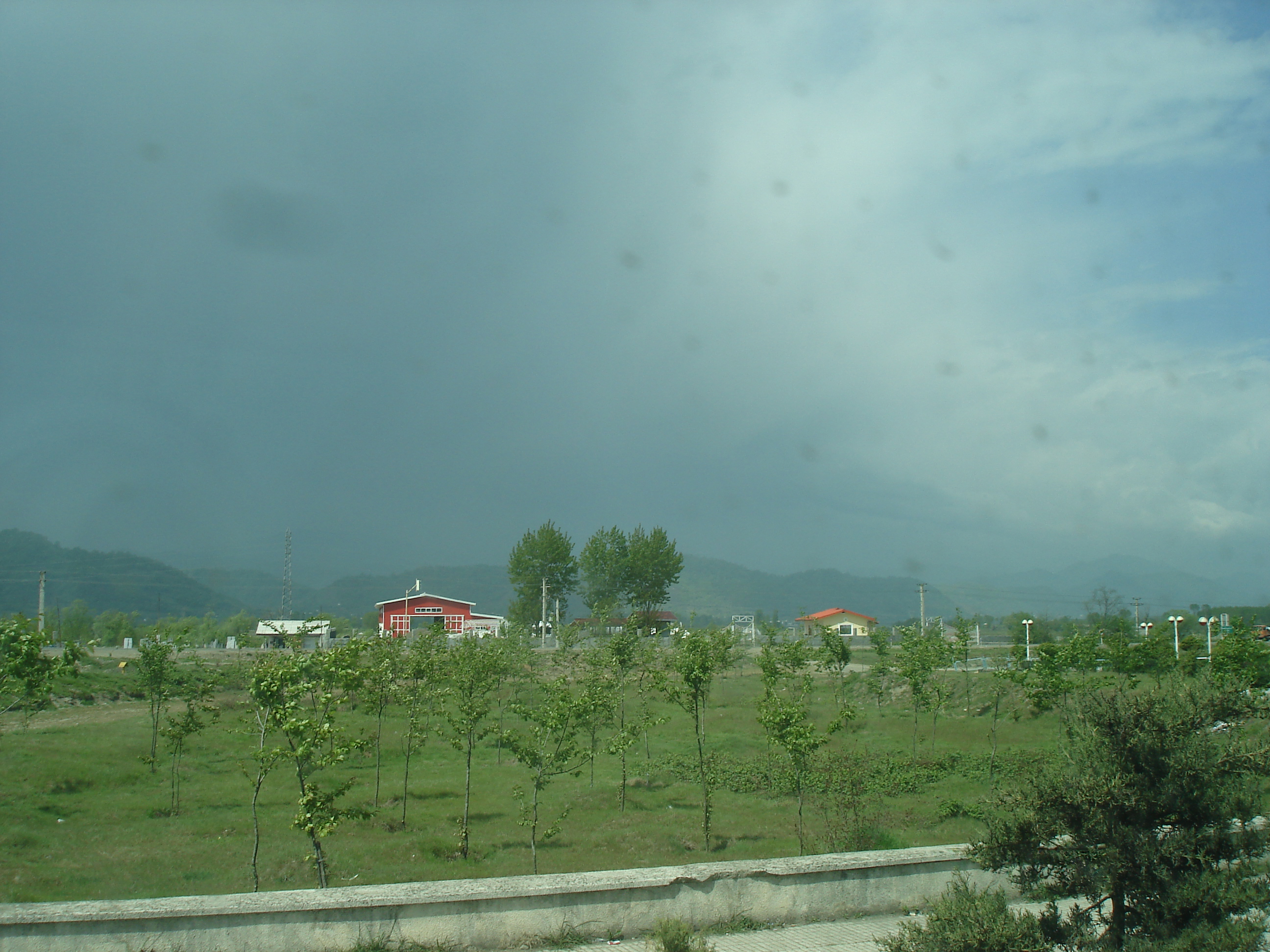
تالش (ایران)

بخش جنوبی سرزمین تالِش در استان گیلان و اردبیل در شمال ایران واقع است. این منطقه از سمت شمال به جمهوری آذربایجان، از سمت جنوب و جنوب‌شرق به شهرستان فومن، از سمت شرق به دریای خزر و از سمت غرب به استان اردبیل محدود شده است. تالش از چهار شهرستان آستارا، طوالش، رضوانشهر و ماسال و قسمت‌هایی از شهرستان‌های شفت، فومن و صومعه سرا در گیلان و شهر عنبران در اردبیل تشکیل شده است.

## جغرافیا
منطقهٔ تالش از جنگل و شالیزار پوشیده شده و خانه‌باغ‌ها به صورت پراکنده در آن گسترده شده‌اند. این منطقه به دو قسمت کوهستانی در سمت غرب و جلگه‌ای در سمت شرق تقسیم شده که منطقهٔ کوهستانی، کوه‌های تالش و منطهٔ جلگه‌ای نیز کناره‌های دریای خزر را شامل می‌شود.
زمین‌های کشاورزی و جلگه‌ای سواحل دریای خزر در منطقهٔ تالش از طریق رودهای پرآبی که منبعشان دامنه‌های رشته‌کوه‌های تالش است، آبیاری می‌شوند. چشمه‌های آب‌معدنی نظیر آق‌ائولر، قره‌گول، علی‌داشی و ملاهادی‌چای پس از سیراب‌کردن زمین‌های منطقه به دریای خزر می‌ریزند.

### اقلیم
آب و هوای منطقه تالش بسیار مرطوب بوده، میزان بارندگی سالانة آن در ایستگاه هواشناسی آستارا (شمالی‌ترین نقطه) ۱۴۴۶ میلی‌متر و و میانگین بارندگی سالانه در رضوانشهر (جنوبی‌ترین نقطه) ۱۸۰۰ میلی‌متر است. همچنین بیشینهٔ درجهٔ حرارت در رضوانشهر ۳۴٫۴ درجهٔ سانتی‌گراد است.

## مردم

### قومیت و زبان
مردمان منطقه تالش شامل اقوام تالش، گیلک زبان‌ها، آذری‌زبان‌ها و تات زبان‌ها که ساکنان اصلی منطقهٔ تالش را تشکیل می‌دهند، می‌شود. براساس زبان نیز به زبان‌تالشی و تاتی صحبت می‌کنند.

### مذهب
مذهب غالب منطقه شیعه است ولی بخش زیادی از مردم مناطق تالش در مرکز و شمال منطقه که تالش‌نشین باقی‌مانده سنی شافعی هستند.

### جمعیت
در سال ۱۳۹۵ خورشیدی جمعیت منطقهٔ تالش بالغ بر ۵۰۰ هزار نفر بوده که از این تعداد ۲۰۰ هزار نفر در شهرستان طوالش، ۹۵ هزار نفر در شهرستان آستارا، ۷۰ هزار نفر در شهرستان رضوانشهر، ۵۵ هزار نفر در شهرستان ماسال، ۳۰ هزار شهرستان شفت و ۶۰ هزار نفر فومن و صومعه‌سرا ساکن بوده است.

## پوشش گیاهی و جانوری
درختان آزاد، آلو، ازگیل، انار، انجیر، انجیلی، به، زردآلو، سیب، شب‌خسب (گل‌ابریشم، هزارولک)، شیردار، فندق، کلمو (خرمالوی وحشی که برای تولید دوشاب از آن استفاده می‌کنند)، کلهو، گردو، گلابی، گیلاس، لرگ، لیلکی (نوعی آکاسیای خاردار) و مازو، پوشش گیاهی تالش را تشکیل می‌دهند.
پوشش جانوری منطقهٔ تالش شامل جانوران و پرندگانی همچون آبیا، آهو، ببر (منقرض شده)، بز کوهی، پلنگ، تورنگ (قرقاول)، خرس قهوه‌ای، خرگوش، خز، خوتکا، راسو، روباه، سمور، شغال، غاز وحشی، گراز، گرگ، گیلانشاه، سوسک، مرغ غواص، مرغابی، موش آبی، موش سیاه، موش صحرایی و یلوه می‌شود.